# Parque nacional de Aiguebelle
El Parque nacional de Aiguebelle (en francés: Parc national d'Aiguebelle) es un parque nacional en la provincia de Quebec, Canadá. Se encuentra en la región turística de Abitibi-Témiscamingue y a una distancia de unos 50 kilómetros de Rouyn-Noranda. Es un área de 268,3 kilómetros cuadrados. El parque fue creado en 1985 y se sometió a una revisión de sus límites de 1998. Su misión es proteger una muestra representativa de lugares como las colinas de Abijévis.